# Yves Tronc
Pour les articles homonymes, voir Tronc.
Yves Tronc (né le 30 juin 1960 à Sallanches) est un tireur français spécialisé en Fosse olympique de 1,80 m pour 100 kg, licencié au Ball-trap Club de Megève (Comité Dauphiné-Savoie). 

## Palmarès
- Recordman d'Europe en 2007;

### Championnats du monde
- Champion du monde par équipes (de double trap (1re édition), pour cette autre catégorie de tir) en 1990 à Moscou;
- 3e des championnats du monde par équipes de Lonato en 2005;

### Championnats d'Europe
- Champion d'Europe individuel en 2003 à Brno et 2007 à Grenade;
- Champion d'Europe par équipes en 2003 (Brno) et 2007 (Grenade);
- Vice-champion d'Europe par équipes en 2004 (Latsia) et en 2006 (Maribor);
- Vice-champion d'Europe de double trap par équipes en 1998 (Nicosie) et 1999 ((Poussan);
- 3e des championnats d'Europe par équipes à Zagreb en 2001 et à Belgrade en 2005;

### Coupe du monde
- 2e de la compétition en 2005, à Grenade;

### Jeux Olympiques
- Participation aux Jeux olympiques d'été de 2004 à Athènes (Grèce) et aux Jeux olympiques d'été de 2008 à Pékin (Chine) (17e);

### Jeux Méditerranéens
- Participation aux Jeux de 1997 (à Bari) (6e en double trap);

### Championnats de France
- Champion de France en 2002 (fosse olympique);
- Champion de France en 1997, 1998 et 2000 (double trap).